# Stockton (New York)
Pour les articles homonymes, voir Stockton.
Stockton est une ville située dans le comté de Chautauqua, dans l'État de New York, aux États-Unis,. En 2010, elle comptait une population de 2 248 habitants, estimée au 1er juillet 2016 à 2 133 habitants.
Son nom est attribué en l'honneur de Richard Stockton, l'un des signataires de la Déclaration d'indépendance des États-Unis en 1776.

## Démographie
Lors du recensement de 2010, la ville comptait une population de 2 248 habitants. Elle est estimée, en 2016, à 2 133 habitants.